# Las Villas (Jaén)
Las Villas es una de las diez comarcas que constituyen la provincia de Jaén, en la comunidad autónoma de Andalucía (España). Su capital, como centro administrativo, es Villacarrillo. Se sitúa al este de la provincia y parte de su territorio comprende el parque natural de las Sierras de Cazorla, Segura y Las Villas.
Está formada por los municipios de Iznatoraf, Sorihuela del Guadalimar, Villanueva del Arzobispo y Villacarrillo. Limita al norte con la comarca del Condado, al este con la comarca de la Sierra de Segura, al oeste con la Loma y al sur con la Sierra de Cazorla.

## Geografía
Una parte significativa del territorio de la comarca de Las Villas forma parte del parque natural de la Sierra de Cazorla, Segura y Las Villas.
Tradicionalmente, junto con la comarca de La Loma, se ha considerado que ambas forman una sola comarca, denominada La Loma y las Villas. Sin embargo a partir del 27 de marzo de 2003 de acuerdo con el catálogo elaborado por la Consejería de Turismo y Deporte de la Junta de Andalucía, se modifican las comarcas de Jaén quedando así Las Villas y La Loma dos comarcas independientes. 
Esta comarca se sitúa entre diferentes conjuntos morfoestructurales. Por un lado, encontramos materiales del neógeno cuaternario situados en el Valle del Guadalquivir, específicamente sobre la denominada Loma de Úbeda, un interfluvio de los ríos Guadalquivir, que la flanquea por el sur, y el Guadalimar que transcurre por la zona norte. Está constituida por materiales blandos como margas, limos y arcillas. Presenta tanto un relieve tabular como un relieve areolar, caracterizado por pequeñas elevaciones con escasa pendiente, incluyendo diferentes cerros testigos. En esta zona se asientan los núcleos de población de Villacarrillo, Iznatoraf y Villanueva del Arzobispo. Otra zona diferenciada es la cobertera tabular de la Meseta, con una orientación N-NW en la comarca. Se distribuye a través de diferentes manchas en las estribaciones de Sierra Morena, donde predominan materiales conglomeráticos, especialmente cuarcíticos y de areniscas rojas, además de arcillosos. En esta zona encontramos el municipio de Sorihuela del Guadalimar (Sánchez del Árbol et al., 1989).
Por último, diferenciamos la zona prebética en la parte sureste de los términos municipales de Villacarrillo, Iznatoraf, Villanueva del Arzobispo y Sorihuela del Guadalimar donde se ubica la sierras de las Villas, dentro del parque natural de Cazorla, Segura y las Villas.
En referencia a los suelos, podemos diferenciar tres grupos. El primero de ellos los suelos poco o nada evolucionados, situados sobre la Loma y parte de la sierra de las Villas. Presentan un dominio litológico calcáreo con el predominio de suelos regosoles calcáreos, vertisoles crómicos y litosoles. Segundo, los suelos medianamente evolucionados con un dominio litológico calcáreo, donde priman los cambisoles cálcicos, regosoles calcáreos, litosoles y vertisoles crómicos. Se distribuye por la cuenca del valle del Guadalquivir y la parte más suroccidental de la cuenca del  río Guadalimar. Por último, diferenciamos los suelos evolucionados, muy escasos en la comarca situados en la parte noreste del Valle del río Guadalimar. Presentan un dominio calcáreo, donde predominan los suelos de cambisoles calcáreos, luviosoles crómicos, regosoles calcáricos y cambisoles vérticos (Ortega Alba et al., 1989).

## Demografía
Las dinámicas sociodemográficas de la comarca de las Villas siguen el patrón característico de las zonas del interior peninsular durante la mitad del siglo XX, con una destacada regresión demográfica y económica muy acentuada. Observamos como el descenso demográfico es progresivo, descendiendo desde los 41.396 habitantes que tenía en el año 1950 a los 20.791 que presenta en el 2020. Esta situación ha sido provocada en gran medida a la crisis de las actividades tradicionales ligadas a la agricultura y la ganadería, y al escaso desarrollo industrial generado en la comarca. El caso más destacado de hundimiento demográfico lo protagoniza el municipio de Villacarrillo, que desciende desde los 20.000 habitantes que tenía en el año 1950 a los 10.673 que presenta en la actualidad.  
|                          | 1900  | 1950   | 1960   | 1970   | 1981   | 1991   | 2001   | 2010   | 2020   |
| Iznatoraf                | 4.066 | 4.183  | 4.927  | 2.062  | 1.842  | 1.266  | 1.273  | 1.079  | 942    |
| Sorihuela del Guadalimar | 2.125 | 4.090  | 3.322  | 2.015  | 1.643  | 1.404  | 1.317  | 1.349  | 1.098  |
| Villacarrillo            | 9.708 | 20.056 | 16.790 | 13.051 | 12.078 | 11.672 | 11.021 | 11.278 | 10.673 |
| Villanueva del Arzobispo | 7.339 | 13.067 | 12.458 | 10.480 | 8.827  | 8.555  | 8.576  | 8.755  | 8.078  |

En el año 2024, la comarca de las Villas contaba con un censo total de 19.989 habitantes según la base de datos del Instituto Nacional de Estadística (INE). De esta forma, la comarca posee una densidad demográfica en torno a los 35,93 hab/km². Esta cifra es inferior a la media de la provincia de Jaén, que se sitúa en  45,96 hab/km². Villacarrillo es el municipio con mayor población de la demarcación comarcal con 10.344 habitantes, de los que 9.339 habitantes viven en el núcleo urbano de Villacarrillo y el resto lo hacen en los núcleos de población que pertenecen a su término municipal: Agrupación de Mogón, 145; Arroturas, 44; la Caleruela, 163; Mogón, 855; y 127 habitantes en diseminado.
La pirámide poblacional en la comarca, es como en la mayor parte de los municipios españoles, regresiva con una drástica reducción de la mortalidad y la natalidad. Presenta una estructura de una población envejecida, siendo más ancha en los grupos de población que inician el centro, comprendido entre el rango de edades de 50-64 años. Presenta una perspectiva de futuro de decrecimiento, con un crecimiento nulo o negativo. Esto supone un mayor número de población de mayor edad, situándose la tasa de envejecimiento en 19’20%.
La comarca presenta un saldo migratorio negativo durante las últimas décadas, lo que se traduce en una salida de la población local motivada principalmente por la búsqueda de oportunidades laborales hacia otras regiones, perdiendo un total de 143 personas en el año 2019.

### Municipios
| Escudo | Municipio                | Superficie (km2) | Población (2024) | Densidad (hab./km2) |
| ------ | ------------------------ | ---------------- | ---------------- | ------------------- |
|        | Iznatoraf                | 86,54            | 882              | 10,19               |
|        | Sorihuela del Guadalimar | 55,26            | 1 034            | 18,71               |
|        | Villacarrillo            | 239,55           | 10 320           | 43,08               |
|        | Villanueva del Arzobispo | 177,38           | 7 753            | 43,71               |
|        | Total                    | 558,73           | 19 989           | 35,78               |

Tabla 1. Datos sobre la población por municipios en la comarca de las Villas en el año 2024
| Municipios               | Total  | Hombres | Mujeres |
| Iznatoraf                | 882    | 443     | 439     |
| Sorihuela del Guadalimar | 1.034  | 535     | 499     |
| Villacarrillo            | 10.320 | 5.176   | 5.144   |
| Villanueva del Arzobispo | 7.753  | 4.005   | 3.748   |
| Total comarcal           | 19.989 | 10.159  | 9.830   |

## Economía
La economía de la comarca de las Villas está fundamentada en el monocultivo oleícola, acompañado de una industria de transformación relacionada con las actividades del olivar. La comarca alberga ocho cooperativas agrarias dedicas a la producción y venta de aceite de oliva. Una de ellas es mundialmente reconocida, la Cooperativa Ntra. Sra. del Pilar de Villacarrillo, por ser la mayor cooperativa en dimensión, producción y en molturación de aceite de oliva del mundo.  La provincia de Jaén produce más del 20% de todo el Aceite de Oliva a nivel mundial y el 50% de Aceite a nivel nacional. Cabe destacar que Villacarrillo es el municipio con la mayor producción de aceite de oliva de la pasada campaña oleícola (2019/2020) de la provincia de Jaén, así como el mayor territorio mundial de elaboración de aceites de oliva, obteniendo en esta campaña casi 22.306 toneladas de aceite de oliva.
El sector servicios, por su parte, presenta un elevado peso en la comarca, especialmente en aquellas actividades relacionadas con el comercio, el transporte y la hostelería, generando 517 establecimientos. En este sentido es Villacarrillo el municipio que mayor volumen comercial presenta. La importancia que presenta el comercio, el transporte y la hostelería destaca sobre el resto de sectores. Por detrás de este encontramos los sectores de servicios, actividades profesionales y técnicas, servicios personales, construcción, industria y actividades financieras. Por último, encontramos algunas actividades que presentan un valor testimonial en la comarca como son como las actividades inmobiliarias, actividades financieras e información y comunicación.

## Comunicaciones
Para acceder a la Comarca de las Villas, la única vía posible desde el exterior, es a través del sistema de carreteras, puesto que no existe red de ferrocarril ni aeropuerto. La red de carreteras de la comarca se articula en torno a la carretera nacional N-332. Trascurre por los municipios de Villacarrillo, Iznatoraf y Villanueva del Arzobispo. 
Otras vías secundarias presentes en la comarca son la red de carreteras de la comunidad autónoma de Andalucía, diferenciando las redes intercomarcales: carretera A-312 que comunica Sorihuela del Guadalimar con Linares y Beas de Segura y redes Complementarias: carretera A-6204 Villacarrillo-Cazorla que da acceso a las pedanías de Mogón, Agrupación de Mogón y Arroturas, carretera A-6203 Villacarrillo-Santisteban del Puerto comunicando la comarca de las Villas con la del Condado, la carretera A-6202 que une Villanueva del Arzobispo con el embalse del Tranco de Beas, dentro del parque natural y la carretera A-6201 que unen Villanueva del Arzobispo con Sorihuela del Guadalimar (Red de Carreteras de Andalucía, 2013).
En cuanto a los medios de comunicación aérea, los aeropuertos más cercanos a la comarca son el aeropuerto Federico García Lorca Granada-Jaén, situado a 179km de Villacarrillo y el Córdoba a 183km de distancia.
Respecto a la red ferroviaria, la comarca estuvo integrada en el proyecto ferroviario Baeza-Utiel, línea férrea que atravesaba los términos de Villacarrillo, Iznatoraf, Villanueva del Arzobispo y Sorihuela del Guadalimar. Este proyecto fue iniciado en 1927 durante la Dictadura de Primo de Rivera, que  posteriormente, se ralentizado durante la Segunda República. Finalmente,  el proyecto quedó abandonado a finales de los años sesenta con el Régimen Franquista.  A día de hoy, se conservan las edificaciones, acueductos y túneles que se realizaron, teniendo en la actualidad un uso agrícola mediante el establecimiento de caminos agrícolas.